# Hogar, dulce hogar (película de 1941)
Hogar, dulce hogar es una película de Argentina en blanco y negro dirigida por Luis José Moglia Barth según su propio guion sobre la obra teatral El lápiz rojo, de Ladislas Fodor que se estrenó el 15 de enero de 1941 y que tuvo como protagonistas a Olinda Bozán, Floren Delbene, María Esther Gamas, Fanny Navarro, José Otal y María Esther Podestá.

## Sinopsis
Una señora caprichosa se resigna a trabajar de conductora de un programa femenino radial donde canta jingles y da consejos de cocina y jardinería, dejando de lado su afición a las novelas policiales, pero se verá envuelta en un asesinato.

## Comentarios
Manrupe y Portela dijeron que Olinda Bozán es lo mejor del filme y El Heraldo del Cinematografista comentó:

"Expresión simpática, sencilla y comunicativa, de construcción simple, pese al enredo y a la multiplicidad exterior de sus episodios.”

## Reparto
- Olinda Bozán  … Cleofé Villagrán de Villagrán
- Baby Correa …Catalina
- José De Ángelis  … Inspector Souza
- Floren Delbene  …Zelaya
- María Esther Gamas  … Señorita Gurruchaga
- Fanny Navarro  … Lucía Vidal
- José Otal  …Juan Esteban
- Raimundo Pastore  … Venancio Villagrán
- María Esther Podestá  …Cancionista
- Jorge Villoldo  ...	Lechero
- Carlos Díaz
- Enrique Rodríguez
- Carlos Ginés …Locutor de radio
- José Mazzili
- Violeta Martino
- Pochita Patricios

## Comentarios
Manrupe y Portela dijeron que Olinda Bozán es lo mejor del filme y El Heraldo del Cinematografista comentó:

“Expresión simpática, sencilla y comunicativa, de construcción simple, pese al enredo y a la multiplicidad exterior de sus episodios.”